# East Capital
East Capital — інвестиційний фонд, що спеціалізується на країнах Східної Європи і Азії. Фонд був заснований в 1997 році. Штаб-квартира знаходиться в Стокгольмі. Крім того, компанія має офіси в Дубаї, Гонконгу, Люксембурзі, Москві, Осло та Таллінні.
Співзасновником фонду є колишній міністр економічного розвитку і торгівлі України Айварас Абромавичус.

## Інвестиційна філософія
- Фокус — East Capital інвестує в Східній Європі, яка складається з 30 країн і більш ніж 400 мільйонів жителів і включає країни Балтії, Центральної Європи, Балкан, України та інші колишні радянські республік, а також країни Азії.
- Довгостроковий — East Capital переконаний, що компанії країн з перехідною економікою в інвестиційній сфері протягом тривалого часу будуть демонструвати сильніше економічне зростання, ніж в західнихєвропейських країнах.